# Tinseltown Rebellion
Tinseltown Rebellion je koncertní dvojalbum amerického rockového kytaristy a zpěváka Franka Zappy, vydané v roce 1981 u Barking Pumpkin Records. Na CD album vyšlo u vydavatelství Rykodisc.

## Seznam skladeb
Všechny skladby napsal(i) Frank Zappa, pokud není uvedeno jinak. 
| Pořadí | Název                         | Autor          | Délka |
| ------ | ----------------------------- | -------------- | ----- |
| 1.     | Fine Girl                     |                | 3:31  |
| 2.     | Easy Meat                     |                | 9:19  |
| 3.     | For the Young Sophisticate    |                | 2:48  |
| 4.     | Love of My Life               | Collins, Zappa | 2:15  |
| 5.     | I Ain't Got No Heart          |                | 1:59  |
| 6.     | Panty Rap                     |                | 4:35  |
| 7.     | Tell Me You Love Me           |                | 2:07  |
| 8.     | Now You See It- Now You Don't |                | 4:54  |
| 9.     | Dance Contest                 |                | 2:58  |
| 10.    | The Blue Light                |                | 5:27  |
| 11.    | Tinseltown Rebellion          |                | 4:35  |
| 12.    | Pick Me, I'm Clean            |                | 5:07  |
| 13.    | Bamboozled by Love            |                | 5:46  |
| 14.    | Brown Shoes Don't Make It     |                | 7:14  |
| 15.    | Peaches en Regalia            |                | 5:01  |

## Sestava
- Frank Zappa – sólová kytara, zpěv
- Arthur Barrow – basová kytara, zpěv
- Vinnie Colaiuta – bicí
- Warren Cuccurullo – rytmická kytara, zpěv
- Bob Harris – klávesy, trubka, zpěv
- David Logeman – bicí
- Ed Mann – perkuse
- Tommy Mars – klávesy, zpěv
- Patrick O'Hearn – basová kytara
- Steve Vai – rytmická kytara, zpěv
- Denny Walley – slide kytara, zpěv
- Ray White – rytmická kytara, zpěv
- Ike Willis – rytmická kytara, zpěv
- Peter Wolf – klávesy